# كريس كلاوس
كلاوس (بالإنجليزية: Chris Klaus)‏ (مواليد 1973 في ساراسوتا، فلوريدا) رائد أعمال تكنولوجي أمريكي. كان مؤسس ومدير التكنولوجيا التنفيذي في Internet Security Systems، وهي شركة بدأها في أوائل التسعينيات، ثم باعها لشركة آي بي إم في عام 2006 مقابل 1.3 مليار دولار. اعتبارًا من عام 2016 ، شغل منصب الرئيس التنفيذي لشركة Kaneva، وهي شركة ألعاب أسسها في عام 2004، وكذلك الممول الرئيسي للعديد من حاضنات الأعمال في منطقة أتلانتا.